# Вакцина проти епідемічного паротиту
Вакцина проти епідемічного паротиту безпечно запобігає зараженню епідемічним паротитом. Коли більшість населення вакциновано, зменшуються ускладнення на рівні населення. При вакцинації 90 % населення ефективність запобігання захворюванню складає 85 %. Для довготривалої профілактики необхідно введення двох доз вакцини — вакцинація та ревакцинація. Першу дозу рекомендується вводити у віці від 12 до 18 місяців. Другу дозу зазвичай вводять дітям віком від двох до шести років. Введення вакцини тим, хто ще не має імунітету, після контакту з хворим може виявитися корисним.

## Історія, суспільство і культура
Вакцина проти епідемічного паротиту була вперше ліцензована в 1948 році. Однак ця перша вакцина була ефективною лише протягом короткого періоду часу. Покращену вакцину ввели до обігу в 1960-і роки.Хоча первісна вакцина була інактивованою, наступні вакцини містили живий вірус, який було ослаблено. Вакцина входить до переліку основних лікарських засобів Всесвітньої організації охорони здоров'я, який складається з найбільш важливих ліків у базовій системі охорони здоров'я. Станом на 2007 рік використовують декілька різновидів вакцини.

## Безпечність
Вакцина проти епідемічного паротиту є дуже безпечною, а побічні ефекти зазвичай виражені слабко. Вони можуть включати помірну біль та набряк в місці ін'єкції та невелике підвищення температури. Більш значні побічні ефекти спостерігають рідко. Немає достатньої доказової бази, щоб пов'язати введення вакцини з виникненням ускладнень, таких як неврологічні ефекти. Не слід вводити вакцину вагітним жінкам, або людям з пригніченою імунною системою. Тим не менш, несприятливих результатів серед дітей, матерям яких було введено вакцину, зафіксовано не було. Хоча вакцину виробляють в курячих клітинах, вона нормально переноситься людьми з алергією на курячі яйця.

## Використання
Найбільш ефективним методом профілактики епідемічного паротиту є вакцинація, яка в Україні входить до календарю щеплень. Вакцинацію для одночасної профілактики кору, епідемічного паротиту та краснухи проводять комбінованою вакциною у віці 12 місяців. Друге щеплення проводять дітям у віці 6 років. Хлопців додатково вакцинують некомбінованою паротитною вакциною у віці 15 років.
У більшості розвинених країн і в багатьох країнах, що розвиваються вакцина входить до програм імунізації, часто в поєднанні з вакцинами проти кору і краснухи (вакцина КПК). Також існує вакцина, що складається з трьох попередньо згаданих вакцин та вакцини проти вітряної віспи (вакцина КПКВ). Станом на 2005 рік вакцинацію таким чином проводили 110 країн. У районах, де проведена загальна вакцинація, захворюваність знизилась більш ніж на 90 %. Загалом було введено майже півмільярда доз одного різновиду вакцини.